# Бора прича глупости
Бора прича глупости, познат и као Прича глупости је снимак вечери поезије српског и југословенског рок музичара Боре Ђорђевића одржане у Клубу студената технике у Београду маја 1988. године. Албум је објављен на компакт касети под окриљем издавачке куће Хелидон 1988. године.
Сниматељ албума био је Александар Радушевић, асистент Петар Кнежевић, а фото и дизајн албума радио је Југослав Влаховић. Ремикс албума рађен је у студију Казабланка у Београду, а уредник и продуцент на њему био је Борис Беле.

## Листа песама

### Страна А
1. Глупости - 22:08

### Страна Б
1. Још мало глупости - 22:11